# 必殺処刑チーム
『必殺処刑チーム』（原題: Gridlocked）は、2015年にカナダで製作されたアクションスリラー映画。アラン・アンガーが監督を務め、アンガーとロブ・ロボルが共同で脚本を執筆した。アメリカ合衆国では2015年9月26日の「オースティン・ファンタスティック・フェスト」でプレミア上映された後、2016年6月14日からNetflixにて配信が開始された。日本では劇場公開されずビデオスルーとなった。

## ストーリー
ニューヨーク市警の刑事デヴィッド・ヘンドリックス。彼は過去にSWATのリーダーとして数々の事件を解決に導いてきた。ある日、デヴィッドは映画俳優のブロディ・ウォーカーと行動を共にするよう命令され、二人は警察の訓練施設へと向かうのだった。ところがその施設が謎の武装集団によって襲撃を受けてしまう。しかもその武装集団を指揮しているのは、デヴィッドのかつての同僚コーヴァーだった。デヴィッドは施設に残された数少ない生き残り達と共に、凶悪な武装集団に立ち向かうことを決意する。

## キャスト
| 役名                       | 俳優                   | 日本語吹き替え | 日本語吹き替え |
| 役名                       | 俳優                   | ソフト版       | Netflix版      |
| -------------------------- | ---------------------- | -------------- | -------------- |
| デヴィッド・ヘンドリックス | ドミニク・パーセル     | 江川央生       | 藤真秀         |
| ブロディ・ウォーカー       | コディ・ハックマン     | 斎藤寛仁       | 西健亮         |
| コーヴァー                 | スティーヴン・ラング   | 板取政明       | 内田直哉       |
| ジーナ                     | トリッシュ・ストラタス |                | 土井真理       |
| サリー                     | ダニー・グローヴァー   | 秋元羊介       | 秋元羊介       |
| ライカー                   | ヴィニー・ジョーンズ   | さかき孝輔     |                |
| マーティ                   | ソウル・ルビネック     | 山下大毅       |                |
| マドックス                 | リチャード・ガン       |                | 仗桐安         |
| スコット・キャロウェイ     | スティーヴ・バイヤーズ |                | 三宅貴洋       |
| ジェイソン                 | ジェームズ・A・ウッズ  |                | 花輪英司       |
| ダラス                     | ロマーノ・オルザリ     | 江原実         |                |
| ビル                       | ジュダ・カッツ         | 藤田将利       |                |
| フィン                     | J.P.マヌー             |                |                |

- Netflix版

その他吹き替え - 青木崇、斉藤次郎、堀越富三郎、佐瀬弘幸、伊沢磨紀、平勝伊、竹内夕己美、宮﨑聡、山本善寿
演出：小山悟、翻訳：浜本裕樹、制作：東北新社